# Scaphytopius scutellatus
Scaphytopius scutellatus är en insektsart som beskrevs av Van Duzee 1923. Scaphytopius scutellatus ingår i släktet Scaphytopius och familjen dvärgstritar. Inga underarter finns listade i Catalogue of Life.